# Willi Weber
Wilhelm Friedrich Weber, (născut 11 martie 1942), este un om de afaceri de origine germană, cunoscut pentru că este managerul lui Michael Schumacher, câștigator a șapte titluri mondiale în Formula 1.
1. ↑  „Willi Weber”, Gemeinsame Normdatei, accesat în 9 aprilie 2014
2. ↑  „Willi Weber”, Gemeinsame Normdatei, accesat în 10 decembrie 2014
3. 1 2  „Willi Weber”, Gemeinsame Normdatei, accesat în 2 aprilie 2015